# 2016年武吉巴督补选
2016年新加坡国会武吉巴督单选区补选，是2016年新加坡国会议员的的一次补选，由人民行动党候选人获胜。

## 簡述
2016年3月12日，新加坡武吉巴督单选区议员王金发因涉及婚外情，辞去国会议席，并退出人民行动党。4月20日，新加坡总统陈庆炎博士颁布武吉巴督补选，宣布4月27日为提名日，5月7日为投票日。
参选的包括执政党人民行动党候选人穆仁理（Murali Pillai），和新加坡民主党候选人徐顺全博士。最終，人民行动党穆仁理以61.2％的得票率获胜。

## 外部連結
- 武吉巴督单选区补选：力争逾两万选民 两准候选人拜票（页面存档备份，存于）
- 新加坡执政党人民行动党赢得武吉巴督补选（页面存档备份，存于）